# Chotynicze (gmina)
Chotynicze – dawna gmina wiejska istniejąca do 1939 roku w woj. poleskim (obecnie na Białorusi). Siedzibą gminy były Chotynicze.
Początkowo gmina należała do powiatu pińskiego. 7 listopada 1920 r. została przyłączona do nowo utworzonego powiatu łuninieckiego pod Zarządem Terenów Przyfrontowych i Etapowych. 19 lutego 1921 r. wraz z całym powiatem weszła w skład nowo utworzonego województwa poleskiego. 
Po wojnie obszar gminy Chotynicze wszedł w struktury administracyjne Związku Radzieckiego.